# William Murphy (Bischof)
William Murphy (* 6. Juni 1936 in Annaghmore, County Armagh, Nordirland) ist ein irischer römisch-katholischer Geistlicher und emeritierter Bischof von Kerry.

## Leben
Er besuchte die Ratheen National School und das St. Brendan’s College in Killarney. Danach studierte er in Maynooth und bereitete sich dort darauf vor Priester zu werden. Am 18. Juni 1961 erfolgte seine Priesterweihe. Murphy unterrichtete für sechs Jahre am St. Colman’s College in Newry und studierte Katechetik am Centre International d’Études de la Formation Religieuse „Lumen Vitae“ in Brüssel und an der Fordham University in New York City, wo er 1969 seinen Master of Arts in Religionspädagogik erhielt. Danach war Murphy für ein Jahr im Bistum Kerry Diözesanberater für den Religionsunterricht in Grundschulen und ging im Anschluss für drei Jahre nach Rom, wo er die Päpstliche Universität Gregoriana besuchte und 1973 seinen Doktor der Theologie (Doctor of Divinity) erlangte.
Für die nächsten fünf Jahre beschäftigte sich Murphy zusammen mit der Primary Catechetical Commission mit der Vorbereitung der Children of God Reihe, einem grundschulischen katechetischem Programm. Ende der 1970er unterrichtete Murphy für ein Jahr Theologie am Institute for Religious Education in Mount Oliver, Dundalk und kehrte im Anschluss 1979 in das Bistum Kerry zurück, wo er Diözesanleiter für Religionsunterricht in der Sekundarstufe wurde sowie Koordinator für Erwachsenen-Religionsunterricht in der Diözese.
Er war der erste Direktor des John Paul II Pastoral Centre in Killarney. Im September 1987 wurde er Kurat der Pfarrei Killarney, 1988 deren Pfarradministrator. Als Bischof Diarmaid Ó Súilleabháin im August 1994 starb, wurde Murphy zum Diözesanadministrator des Bistums ernannt.
Am 17. Juni 1995 ernannte Papst Johannes Paul II. Murphy zum Bischof von Kerry. Am 10. September 1995 erhielt er die Bischofsweihe durch den Erzbischof von Cashel und Emly, Dermot Clifford; Mitkonsekratoren waren der Apostolische Nuntius in Irland, Emanuele Gerada, und der Bischof von Cork und Ross, Michael Murphy.
Am 2. Mai 2013 nahm Papst Franziskus seinen altersbedingten Rücktritt an.